# Skopolin
Skopolin je glukosid odvozený od skopoletinu; vzniká působením enzymu skopoletinglukosyltransferázy.